# Jacksonville
Jacksonville je nejlidnatější město v americkém státě Florida a třinácté nejlidnatější město ve Spojených státech. Město leží na březích St. Johns River a je sídlem Duval County. Jeho rozloha činí 2264,5 km². V roce 2019 v Jacksonville žilo 911 507 obyvatel, včetně aglomerace 1,5 milionu.
Místo bylo osídleno prvními Evropany začátkem 16. století. Osada byla prvně pojmenovaná jako Fort Caroline, později ji Španělé přejmenovali na San Matteo. Město bylo finálně založeno až v roce 1791 jako Cowford, přejmenováno bylo v roce 1822. Nové jméno získalo po Andrew Jacksonovi, floridském guvernérovi a sedmém americkém prezidentovi. Velmi výrazné zisky dnes město získává z turistiky.

## Demografie
Podle sčítání lidu z roku 2010 zde žilo 821 784 obyvatel.

### Rasové složení
- 59,4 % bílí Američané
- 30,7 % Afroameričané
- 0,4 % američtí indiáni
- 4,3 % asijští Američané
- 0,1 % pacifičtí ostrované
- 2,2 % jiná rasa
- 2,9 % dvě nebo více ras

Obyvatelé hispánského nebo latinskoamerického původu, bez ohledu na rasu, tvořili 7,7 % populace.

## Sport
V Jacksonville sídlí tým amerického fotbalu Jacksonville Jaguars.

## Doprava
Veřejná doprava ve městě je zajišťována ve formě autobusů a jedné linky jednokolejnicové dráhy - monorailu.

## Osobnosti
- John Archibald Wheeler (1911–2008), americký fyzik[2]
- Ronnie Van Zant (1948–1977), americký zpěvák, textař a spoluzakladatel skupiny Lynyrd Skynyrd[3]
- Mase (* 1975), americký rapper[4]
- Ron DeSantis (* 1978), americký republikánský politik, od roku 2018 úřadující floridský guvernér[5]
- Ashley Greene (* 1987), americká herečka[6]
- RJ Cyler (* 1995), americký herec[7]

## Partnerská města
- Bahía Blanca, Argentina (1967)
- Murmansk, Rusko (1975)
- Čchangwon, Jižní Korea (1983)
- Nantes, Francie (1984)
- Jing-kchou, Čína (1990)
- Port Elizabeth, Jihoafrická republika (2000)
- Curitiba, Brazílie (2009)
- San Juan, Portoriko (2009)